# کلیموف
کلیموف (یا شرکت سهامی مشترک کلیموف) اکنون موتورهای توربین‌های گازی، گیربکس اصلی و گیربکس‌های درایو جانبی را برای هواگردهای ترابری تولید می‌کند. کلیموف موتورهای هواگردهای شوروی را برمبنای طراحی‌های موتورهای هواگرد رنو طراحی می‌کرد.